# Georges Capon
Pour les articles homonymes, voir Capon.
Georges Capon (parfois désigné  Georges Émile Capon) est un artiste peintre, graveur, lithographe et affichiste français né à Paris le 7 avril 1890 et mort à Issy-les-Moulineaux le 19 novembre 1980.

## Biographie
Né dans le 9e arrondissement de Paris le 7 avril 1890 d'ascendance normande, Georges Capon est élève de l'École Germain-Pilon.
Sa reconnaissance en tant qu'affichiste majeur vient essentiellement des quatre années de la Première Guerre mondiale où il exerce cette activité en collaboration avec Georges Dorival : « Ces affiches; observe Sofia Papatamkou, prônent la cause de diverses associations et œuvres. Elles mettent ainsi l'accent sur la solidarité et le rôle constructif que les combattants invalides peuvent encore jouer dans l'économie du pays. À côté de ce message optimiste, il se dégage pourtant aussi, sinon la détresse du combattant, du moins une gravité ambiante ». Le magazine Civilis, pour sa part, analyse l'affiche The French woman in war-time où Georges Capon présente trois femmes au travail : « au premier plan, sur la gauche, on peut voir une femme maniant une machine, ce qui incite à penser qu'elle travaille dans une usine. Au centre, une autre, s'occupant d'enfants, montre qu'elle est au foyer. Sur la droite, on remarque une femme utilisant une fourche pour représenter le travail dans les champs. On aperçoit en arrière-plan Marianne, telle une guerrière, symbolisant la France en guerre. Le message de l'auteur semble être que l'économie du pays fonctionne grâce aux femmes qui ont désormais un nouveau statut qui leur permet un avant-goût d'émancipation ».

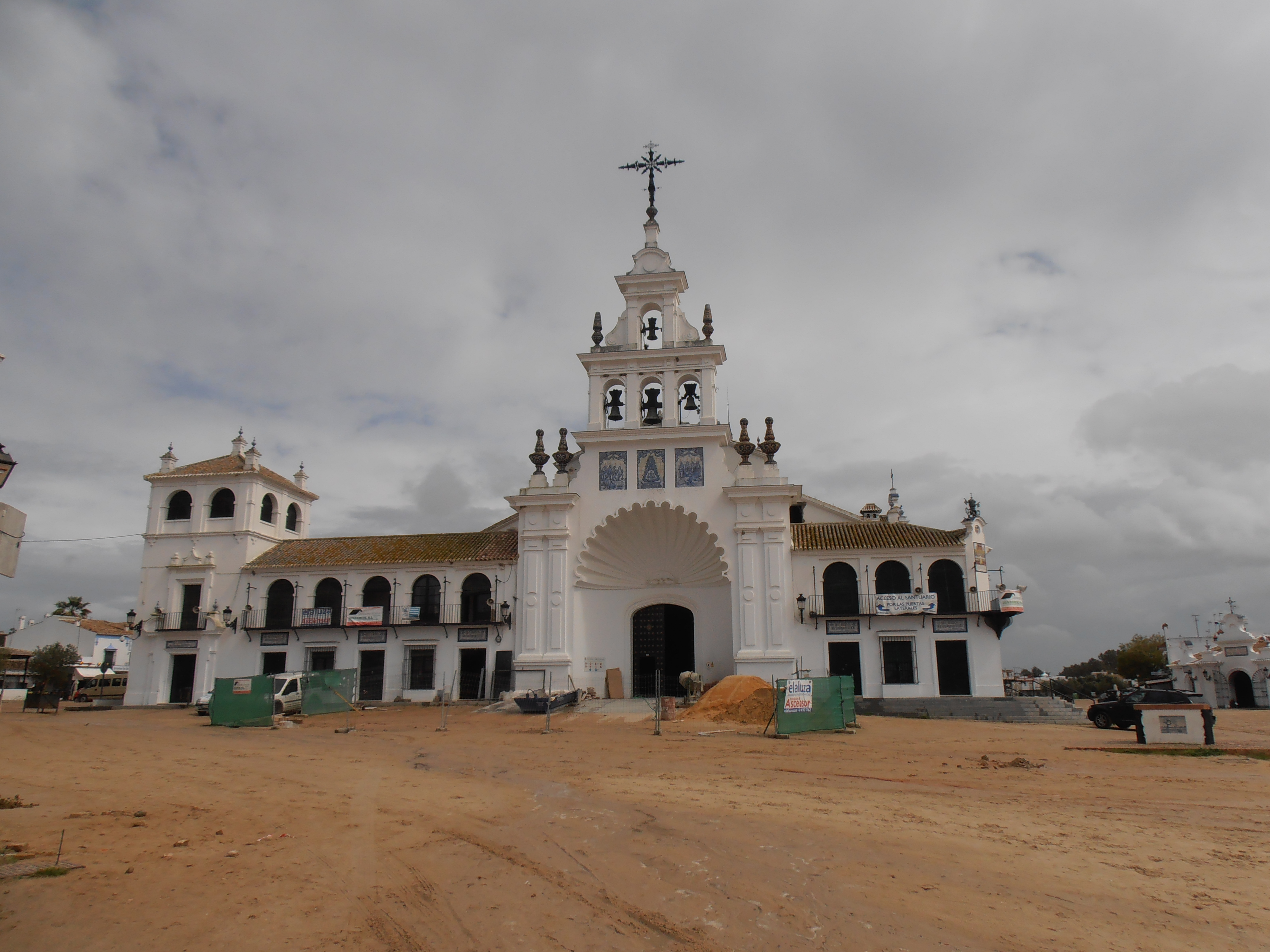
El Rocío, village andalou que Georges Capon aima et peignit entre 1927 et 1929

Georges Capon est plus tard artiste permanent de la Galerie Berthe Weill et ami de Raoul Dufy, Marcel Gromaire, Maurice Savin, Francis Smith et André Dunoyer de Segonzac. On relève dans sa peinture l'influence des deux premiers. Situé dans la première École de Paris, il n'en revendique pas moins ses racines en fondant en 1925, avec ses amis peintres Pierre Hodé et Jacques Wolf, le Groupe des peintres normands. Il vécut au n°4, rue Camille-Tahan dans le 18e arrondissement de Paris. 
Georges Capon séjourne en Espagne entre 1927 et 1929, en rapportant de nombreuses aquarelles (ses vues de villages de la province de Huelva, en particulier El Rocío et San Juan del Puerto qui sont présentées à l'Art Institute of Chicago en 1931) et toiles (Femmes andalouses) qui, avec ses Scènes de bar, sont à compter parmi ses sujets de prédilection. Pendant la Seconde Guerre mondiale, il enseigne le dessin et la chromolithographie à l'école Estienne en même temps qu'il appartient au mouvement de résistance Libération-Nord.
S'il fut estimé de ses « grands » confrères du début du siècle, Georges Capon entre dans une vie discrète en 1951 avec le décès de Berthe Weill « qui le défendit pendant trente ans. Il se retire sous sa tente, se contentant d'envoyer chaque année une toile au Salon d'automne et de traiter le thème du Salon des peintres témoins de leur temps ».
Georges Capon meurt à Issy-les-Moulineaux le 19 novembre 1980.
Il est le grand-père du peintre Gilles Ghez.

## Œuvres

### Affiches
- L'aide des colonies à la France, Section photographique et cinématographique de l'Armée française, affiche non datée (vers 1915)[10].
- Deux fléaux : le Boche, la tuberculose - L'aigle boche sera vaincu, la tuberculose doit l'être aussi (affiche co-réalisée avec Georges Dorival), Commission américaine de préservation contre la tuberculose en France, Affiches Atlas, 120x80cm, 1917[11].
- L'Association générale des mutilés de guerre renseigne, rééduque, place, prête sur l'honneur, procure des soins chirurgicaux (affiche co-réalisée avec Georges Dorival), 120x80cm, Les Affiches nouvelles, 1917[12].
- Théâtre du Châtelet - Gala de musique roumaine (affiche co-réalisée avec Georges Dorival), 1917[13].
- Croix-Rouge française - Union des femmes de France - Vente de guerre (affiche co-réalisée avec Georges Dorival), Imprimerie Corneille et Serre, Paris, 1917-1918[14].
- The French woman in war-time (La femme française pendant la guerre), 120x80cm, Les Affiches nouvelles, 1917-1918[3].
- Ne nous endormons pas sur nos lauriers, la tuberculose nous menace, il faut la vaincre, Éditions L'art et la mode, 1918.
- Il faut vaincre la tuberculose comme le plus malfaisant des reptiles (affiche co-réalisée avec Georges Dorival), Affiches Radio-Publicité, 1919.
- The sword of Damocles hangs over a laurel wreath, representing complacency about tuberculosis in France after World War I (affiche lithographique co-réalisée avec Georges Dorival), Commission américaine contre la tuberculose en France, 1919.
- Comité américain pour les régions dévastées de France, Les Affiches nouvelles, 1919.
- Exposition coloniale de Marseille - Indochine, 120x80cm, 1922[15].
- Alpes - Société nationale des chemins de fer français, 1956.

### Contributions bibliophiliques
- Tristan Derème, Six fontaines de Paris, six poèmes enrichis de six eaux-fortes de Georges Capon, Laboratoires Galbrun, 1920[16].
- De André Chénier à Francis Jammes - douze poètes français, douze gravures originales de Georges Capon, Éditions du Salyfrêne, Marseille, non daté (vers 1920).
- Henry de Montherlant, Hispano-moresque, frontispice de Georges Capon, Éditions Émile-Paul frères, 1929.
- Yves Alix, Georges Capon, Edmond Ceria, Pierre-Eugène Clairin, Paul-Élie Gernez, Wilhelm Gimmi, Louis Latapie, Robert Lotiron, Maurice Savin et Henri Vergé-Sarrat, La rue à Paris, portfolio de dix lithographies, L'Amour de l'Art, Librairie de France, 1930[17].
- Maurice Donnay, Le petit chat noir : boulevard Rochechouart, L'esprit montmartrois, 1re série, illustrations de Georges Capon, Laboratoires Carlier, Joinville-le-Pont, 1938.
- Maurice Donnay, Aristide Bruant, L'esprit montmartrois, 1re série, illustrations de Georges Capon, Laboratoires Carlier, Joinville-le-Pont, 1938.
- Jack London, En pays lointain, illustrations de Georges Capon, cent exemplaires numérotés, Éditions Innothéra, 1940.
- Jean de La Varende (préface de Maurice de Broglie), Pays d'Ouche, illustrations de Georges Capon, La belle édition, Paris, 1956.

## Expositions

### Expositions particulières
- Galerie Berthe Weill, Paris, février-mars 1927.
- Joël Millon et Claude Robert, commissaires-priseurs, Vente de l'atelier Georges Capon, Hôtel Drouot, 8 décembre 1997[18].

### Expositions collectives
- Salon des indépendants, Paris, 1910.
- Salon d'automne, Paris, sociétaire en 1920[19].
- Salon des artistes français, Paris, 1922.
- Georges Capon, François Eberl, Édouard Goerg, Pierre Hodé, Henry Ramey, Galerie Balzac, Paris, 1923,
- Portraitistes d'aujourd'hui, Galerie Bernier, 1927[20].
- Salon des Tuileries, Paris, 1928, 1929[21].
- 11th International Water Colour exhibition, Art Institue of Chicago, avril-mai 1931[8].
- Exposition du vingt-troisième groupe des artistes de ce temps, Petit Palais, Paris, mars 1937[22].
- Salon des peintres témoins de leur temps, musée Galliera, Paris, 1956 (thème : Réhabilitation du portrait), mars-mai 1957 (thème : Le sport).
- 1917, Centre Pompidou-Metz, mai-septembre 2012[23].
- Exposition itinérante organisée par le Service historique de la Défense et le Centre des monuments nationaux, Cent affiches pour un centenaire, château de Vincennes, église Saint-Lazare d'Avallon, hôtel de Région de Lyon, Musée de la Seconde Guerre mondiale de Nouméa, 2015 ; Australie : Canberra, Sydney, Brisbane, Perth, 2016 ; États-Unis, Italie et Belgique, 2017[10].
- Exposition d'automne, Galerie Bertran, Rouen, novembre 2016.

## Réception critique
- « Georges Capon ressemble curieusement à Raoul Dufy qui fut toujours son ami : même gentillesse, même philosophie souriante, même intérêt pour les jeunes peintres, même volonté de ne pas s'arrêter, de se copier lui-même et de se renouveler. » - Jean-Paul Crespelle[1]

## Musées et collections publiques

### France
- Musée Toulouse-Lautrec, Albi.
- Chambre de commerce et d'industrie Marseille-Provence, palais de la Bourse, Marseille, Exposition coloniale de 1922 - Indochine, affiche[24].
- Préfecture de Moselle, Metz.
- Bibliothèque historique de la ville de Paris, La rue à Paris, portfolio de dix lithographies dont Georges Capon.
- Musée d'art moderne de la ville de Paris.
- Musée du Luxembourg, Paris, Tête de jeune fille, huile sur toile.
- Musée national d'art moderne, Paris.
- Petit Palais, Paris.
- Musée des beaux-arts de Rouen.

### Finlande
- Galerie nationale de Finlande, Helsinki, quatre affiches de guerre[25].

### Portugal
- Bibliothèque nationale du Portugal, Lisbonne, L'association générale des mutilés de guerre..., affiche[12].

### Royaume-Uni
- Aberdeen Art Gallery (en), Aberdeen, Bar musette, huile sur toile[26].
- Imperial War Museum, Londres, Croix-Rouge française - Union des femmes de France - Vente de guerre, affiche[14].
- Victoria and Albert Museum, Londres, Théâtre du Châtelet - Gala de musique roumaine[13] et La femme française pendant la guerre[27], affiches.
- Wellcome Library, Londres, The sword of Damocles hangs over a laurel wreath..., affiche.

### Suisse
- Musée d'Art et d'Histoire de Genève, La rue à Paris, portfolio de dix lithographies dont Georges Capon[17].
- Musée d'art de Pully.

### États-Unis
- Musée des beaux-arts de Boston.
- Fogg Art Museum, Cambridge (Massachusetts), Couple sur un bateau sur la Seine, lithographie[28].
- Art Institute of Chicago, six œuvres dont La java, huile sur toile, 1925[29].
- Musée des beaux-arts de San Francisco[11].
- Université de l'Illinois à Urbana-Champaign, Il faut vaincre la tuberculose comme le plus malfaisant des reptiles, affiche.